# 푸앵카레 추측
푸앵카레 추측(영어: Poincaré conjecture)은 4차원 초구의 경계인 3차원 구면의 위상학적 특징에 관한 정리이다. 이 정리의 구체적 내용은 '모든 경계가 없는 단일 연결 콤팩트 3차원 다양체는 3차원 구면과 위상동형이다'이다.
이 명제는 프랑스의 저명한 수학자 앙리 푸앵카레의 1904년 논문에 처음 등장하는 추측이다. 이 추측이 제기된 이래로 100여 년이 지난 후, 2002년, 2003년에 러시아의 저명한 수학자 그리고리 페렐만이 발표한 출간되지 않은 논문들에서 증명되었다. 밀레니엄 문제 중 최초로 해결되었다.

## 푸앵카레 추측
위상기하학에서 2차원 구면과 1차원 구면(원주)은 단일 연결이라는 근본적인 특징을 가지고 있는데, 3차원 표면에서도 구에 대해서 그러한 사실이 성립하는지에 대한 것이다. 구체적으로 어떤 하나의 닫힌 3차원 공간에서 모든 폐곡선이 수축되어서 하나의 점이 될 수 있다면, 이 공간은 반드시 원구로 변형될 수 있다는 것이다.

## 역사
먼저 원래 문제의 차원인 3차원보다 고차원인 경우에 추측이 증명되기 시작하였다. 5차원 이상인 경우를 미국의 저명한 수학자 스티븐 스메일이 증명해서 1966년 필즈상을 수상하였으며, 4차원에 대한 문제는 마이클 프리드먼이 증명해서 1986년 필즈상을 수상하였다. 3차원에 대한 문제는 3-다양체 분류 문제의 중추인데, 윌리엄 서스턴 박사가 3-다양체의 분류에 대한 연구로 1982년 필즈상을 수상해서, 이 추측이 3차원에서도 풀릴 수 있음을 간접적으로 증명하였다. 리처드 S. 해밀턴이 리치 흐름이라는 미분 기하학과 미분 방정식을 도입한 방식을 제안하였고 많은 부분을 해결하였으나 증명이 안되는 부분이 있었고, 최종적으로는 리치 흐름기법에 기반해 있으면서 이 추측의 해법이 포함된 논문을 2002년 러시아의 저명한 수학자 그리고리 페렐만이 arXiv에 발표하였다. 국제 수학 연맹(IMU)이 3년간의 분석 끝에 페렐만의 풀이를 인정해서 페렐만을 2006년 필즈상 수상자로 선정하였으나, 페렐만은 수상을 거부하였다. 같은 업적으로 페렐만은 2010년 3월 18일 밀레니엄상의 수상자로도 선정되었으나, 밀레니엄상 역시 거부하였다.

## 대중적 오해
위상수학의 오랜 난제였던 푸앵카레 추측을 설명하는 많은 교양 매체들을 통해 이 추측이 우주의 대역적 모양을 알아내는 것과 연관이 있다는 설이 대중적으로 퍼져있다.
푸앵카레 추측은 "모든 경계가 없는 단일 연결 콤팩트 3차원 다양체는 3차원 구면과 위상동형이다."라는 추측이다. 그러나, 다음 이유들로 인해 푸앵카레 추측이 우주의 모양을 알아내는 일과 별로 관련이 없다.
1. 학계에서 우주를 본격적으로 4차원 다양체로 보고 대역적 모양에 대한 연구를 시작한 것은 최소한 일반 상대성 이론의 탄생 이후이다. 그러나, 이 추측이 제기된 당시는 일반 상대성 이론이 탄생하기 이전이다. 따라서, 푸앵카레 추측은 우주의 모양 연구와 무관하게 제기된 추측이다.
2. 푸앵카레 추측을 우주의 모양 연구에 쓰려면 일단 물리적 우주가 단일 연결이고 경계가 없는 콤팩트 다양체로 수학적 모델링 될 수 있는지 실험과 탐사로 알아내야 한다. 그러나 이를 알아내기란 불가능에 가깝다. 당장에, 인류는 관측 가능한 우주 바깥에 대한 물리적 정보를 얻을 수 없어 보이므로 물리적 우주 전체에 대한 탐사는 불가능해 보인다. 따라서, 푸앵카레 추측의 명제를 이용해 우주의 대역적 모양에 대한 어떤 결론을 내기 어렵다.

## 같이 보기
- 앙리 푸앵카레
- 그리고리 페렐만
- 밀레니엄 문제